# Weitensfeld im Gurktal
Weitensfeld im Gurktal é um município da Áustria localizado no distrito de Sankt Veit an der Glan, no estado de Caríntia.